# Nicet de Besançon
Pour les articles homonymes, voir Nicet.
Saint Nicet de Besançon ou parfois Nizier de Besançon, fut évêque de Besançon, né à une date inconnue et décédé en 611.

## Biographie
Ami de saint Grégoire le Grand et de saint Colomban, il fut adversaire de l’hérésie. Lorsqu'il fut élu évêque du diocèse, il en restaura le siège qui avait été transféré à Nyon en Suisse après le passage des Huns. Il est fêté le 8 février.